# Pahou
Pahou è un arrondissement del Benin situato nella città di Ouidah (dipartimento dell'Atlantico) con 17.670 abitanti (dato 2006).